# Step right up
Step right up is de debuutsingle van de Nederlandse zanger Jamai. Op 8 maart 2003 won hij de eerste editie van het televisieprogramma Idols, wat een grote stormloop naar de platenzaak veroorzaakte. Hierdoor wist Step right up in één keer op nummer 1 binnen te komen in de Nederlandse hitlijsten. Er werden meer dan 320.000 exemplaren verkocht, waarmee het in Nederland niet alleen de bestverkochte single was van 2003, maar ook de op een na bestverkochte van het eerste decennium van de 21e eeuw.
Het was pas de achtste keer dat er een single nieuw op nummer 1 binnenkwam. Inmiddels gebeurt dat regelmatig. Door het grote succes van de single werd de debuutsingle van Jim, die tweede werd bij Idols, enkele malen uitgesteld. Na zeven weken op de eerste plaats te hebben gestaan werd Jamai dan toch verslagen door Jim, die eveneens op nummer 1 binnenkwam met Tell her.
Het tweede nummer op de single is Sorry seems to be the hardest word, een cover van Elton John. De single stond ten tijde dat Jamai op 1 stond met Step right up ook in de top 10 van de Nederlandse hitlijsten in de versie van de jongensgroep Blue.

## Tracklist
1. Step right up
2. Step right up (Instrumentaal)
3. Sorry seems to be the hardest word

## Hitlijst

### Top 40
| Step right up in de Nederlandse Top 40 - binnen: 29 maart 2003 | Step right up in de Nederlandse Top 40 - binnen: 29 maart 2003 | Step right up in de Nederlandse Top 40 - binnen: 29 maart 2003 | Step right up in de Nederlandse Top 40 - binnen: 29 maart 2003 | Step right up in de Nederlandse Top 40 - binnen: 29 maart 2003 | Step right up in de Nederlandse Top 40 - binnen: 29 maart 2003 | Step right up in de Nederlandse Top 40 - binnen: 29 maart 2003 | Step right up in de Nederlandse Top 40 - binnen: 29 maart 2003 | Step right up in de Nederlandse Top 40 - binnen: 29 maart 2003 | Step right up in de Nederlandse Top 40 - binnen: 29 maart 2003 | Step right up in de Nederlandse Top 40 - binnen: 29 maart 2003 | Step right up in de Nederlandse Top 40 - binnen: 29 maart 2003 | Step right up in de Nederlandse Top 40 - binnen: 29 maart 2003 | Step right up in de Nederlandse Top 40 - binnen: 29 maart 2003 |
| Week                                                           | 1                                                              | 2                                                              | 3                                                              | 4                                                              | 5                                                              | 6                                                              | 7                                                              | 8                                                              | 9                                                              | 10                                                             | 11                                                             | 12                                                             |                                                                |
| -------------------------------------------------------------- | -------------------------------------------------------------- | -------------------------------------------------------------- | -------------------------------------------------------------- | -------------------------------------------------------------- | -------------------------------------------------------------- | -------------------------------------------------------------- | -------------------------------------------------------------- | -------------------------------------------------------------- | -------------------------------------------------------------- | -------------------------------------------------------------- | -------------------------------------------------------------- | -------------------------------------------------------------- | -------------------------------------------------------------- |
| Nummer                                                         | 1                                                              | 1                                                              | 1                                                              | 1                                                              | 1                                                              | 1                                                              | 1                                                              | 4                                                              | 7                                                              | 10                                                             | 24                                                             | 33                                                             | Uit                                                            |

### Mega Top 50
| Step right up in de Mega Top 50 - binnen: 29 maart 2003 | Step right up in de Mega Top 50 - binnen: 29 maart 2003 | Step right up in de Mega Top 50 - binnen: 29 maart 2003 | Step right up in de Mega Top 50 - binnen: 29 maart 2003 | Step right up in de Mega Top 50 - binnen: 29 maart 2003 | Step right up in de Mega Top 50 - binnen: 29 maart 2003 | Step right up in de Mega Top 50 - binnen: 29 maart 2003 | Step right up in de Mega Top 50 - binnen: 29 maart 2003 | Step right up in de Mega Top 50 - binnen: 29 maart 2003 | Step right up in de Mega Top 50 - binnen: 29 maart 2003 | Step right up in de Mega Top 50 - binnen: 29 maart 2003 | Step right up in de Mega Top 50 - binnen: 29 maart 2003 | Step right up in de Mega Top 50 - binnen: 29 maart 2003 | Step right up in de Mega Top 50 - binnen: 29 maart 2003 | Step right up in de Mega Top 50 - binnen: 29 maart 2003 | Step right up in de Mega Top 50 - binnen: 29 maart 2003 | Step right up in de Mega Top 50 - binnen: 29 maart 2003 | Step right up in de Mega Top 50 - binnen: 29 maart 2003 | Step right up in de Mega Top 50 - binnen: 29 maart 2003 | Step right up in de Mega Top 50 - binnen: 29 maart 2003 |
| Week                                                    | 1                                                       | 2                                                       | 3                                                       | 4                                                       | 5                                                       | 6                                                       | 7                                                       | 8                                                       | 9                                                       | 10                                                      | 11                                                      | 12                                                      | 13                                                      | 14                                                      | 15                                                      | 16                                                      | 17                                                      |                                                         |                                                         |
| ------------------------------------------------------- | ------------------------------------------------------- | ------------------------------------------------------- | ------------------------------------------------------- | ------------------------------------------------------- | ------------------------------------------------------- | ------------------------------------------------------- | ------------------------------------------------------- | ------------------------------------------------------- | ------------------------------------------------------- | ------------------------------------------------------- | ------------------------------------------------------- | ------------------------------------------------------- | ------------------------------------------------------- | ------------------------------------------------------- | ------------------------------------------------------- | ------------------------------------------------------- | ------------------------------------------------------- | ------------------------------------------------------- | ------------------------------------------------------- |
| Nummer                                                  | 1                                                       | 1                                                       | 1                                                       | 1                                                       | 1                                                       | 1                                                       | 1                                                       | 2                                                       | 2                                                       | 2                                                       | 7                                                       | 13                                                      | 15                                                      | 19                                                      | 29                                                      | 34                                                      | 41                                                      | Uit                                                     |                                                         |